# تسگوو
تسگوو (به لهستانی:  Cygów) یک روستا در لهستان است که در گمینا پوشوینتنه (استان ماسوویان) واقع شده‌است.